# Temnitztal
Temnitztal és un municipi del districte d'Ostprignitz-Ruppin a l'estat federat de Brandenburg a Alemanya. El 2017 tenia 1443 habitants. Forma part de l'amt de Temnitz.

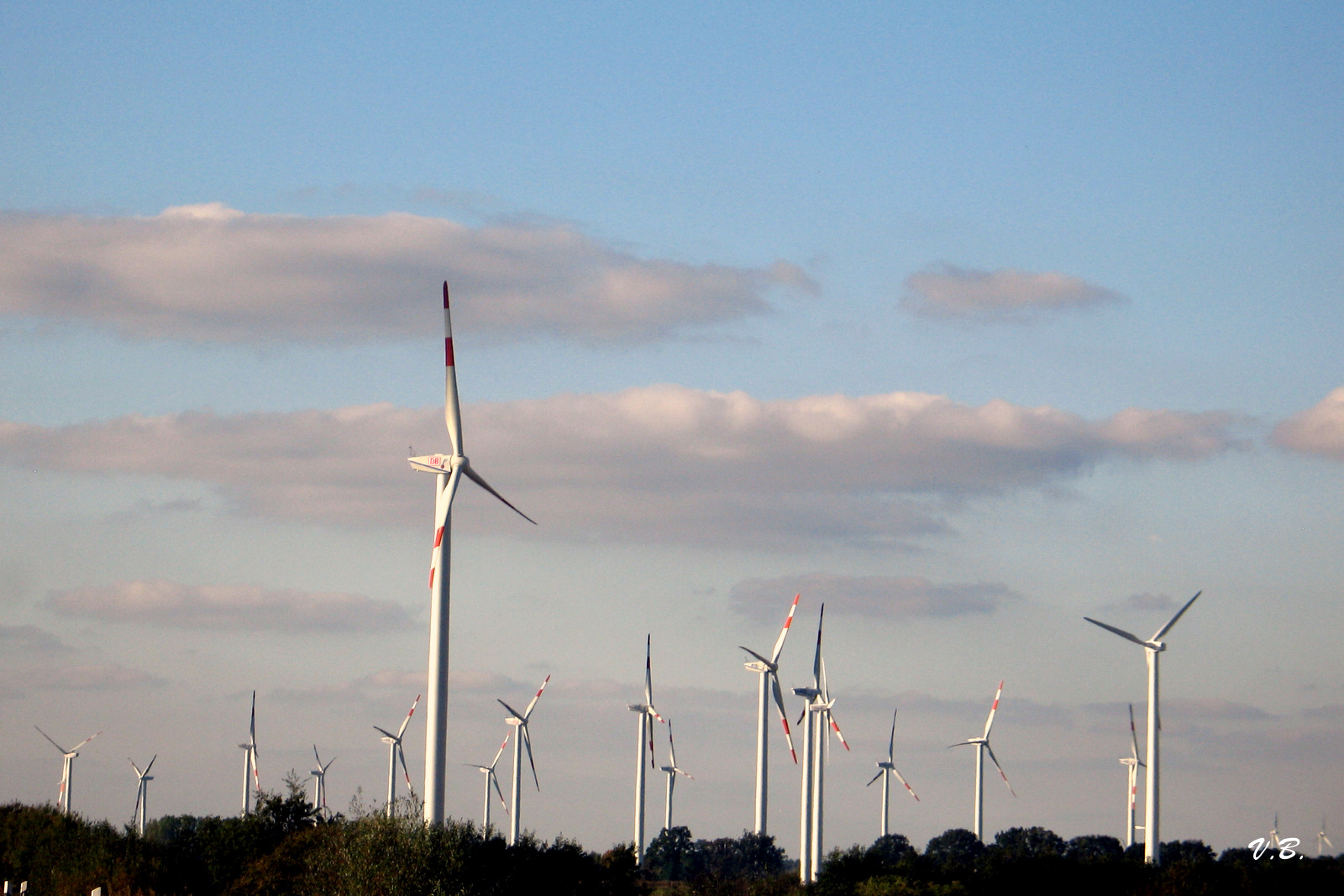
Paisatge d'aerogeneradors

El municipi es va crear el 30 de desembre de 1997, quan els ajuntaments dels fins aleshores municipis independents de Kerzlin, Küdow-Lüchfeld, Rohrlack, Vichel i Wildberg van decidir de fusionar. El 16 de juny de 2003 el municipi de Garz s'hi va afegir. La nova entitat va triar el nom «Temnitztal» o vall del Temnitz, el riu que creua l'entitat. La fusió i la nova entitat van crear una nova dinàmica i millores en les infraestructures, tot i respectar la identitat de cadascú dels antics municipis. Fins fa poc, el problema major va quedar la despoblació de pobles agrícoles sense gaire altres activitats, una tendència que va començar invertint-se des de 2016. La major inversió industrial a la regió van ser una sèrie d'aerogeneradors, però són tema de molta crítica per les poques repercussions econòmiques positives que van aportar per a la població local.

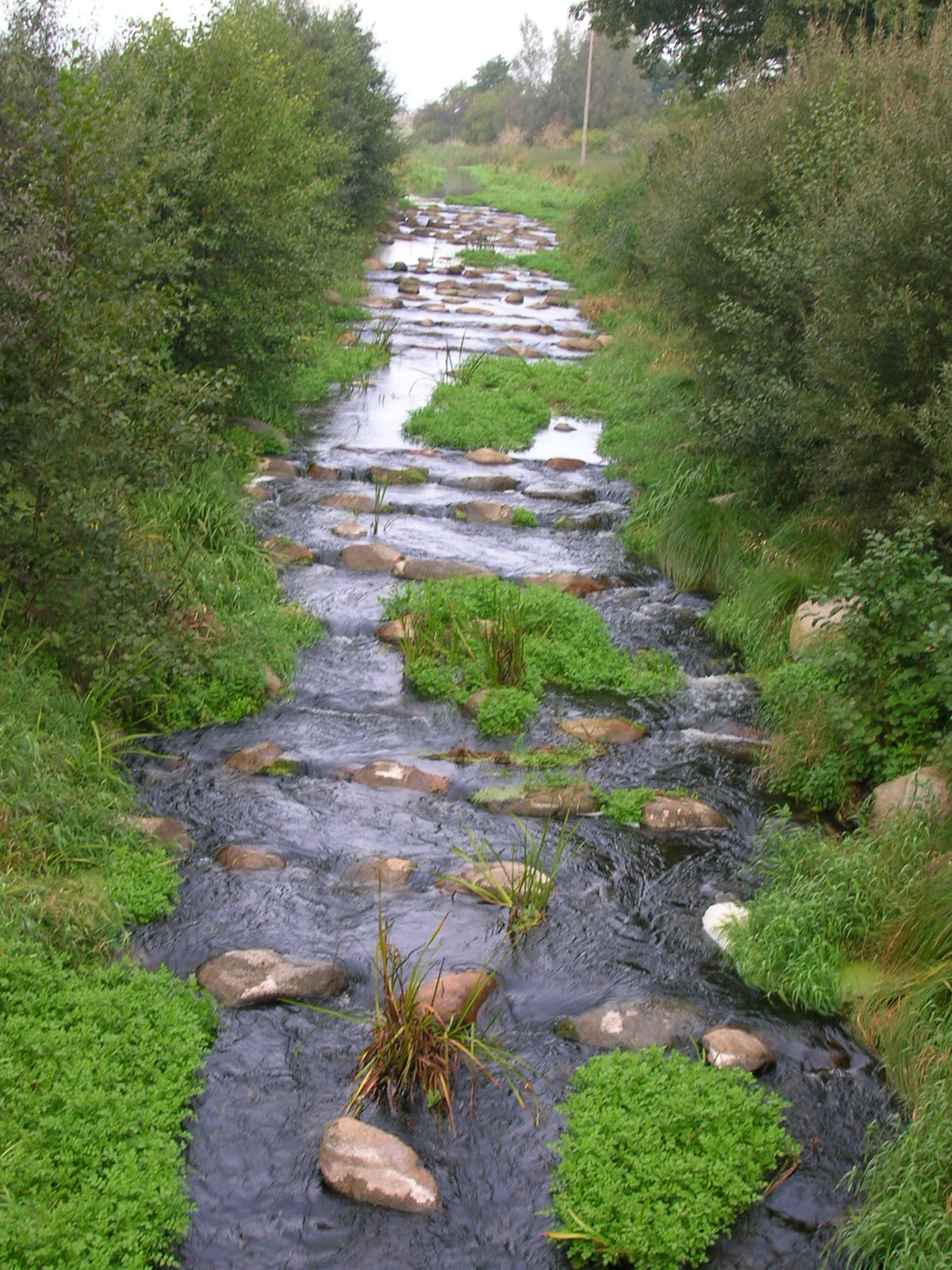
El Temnitz
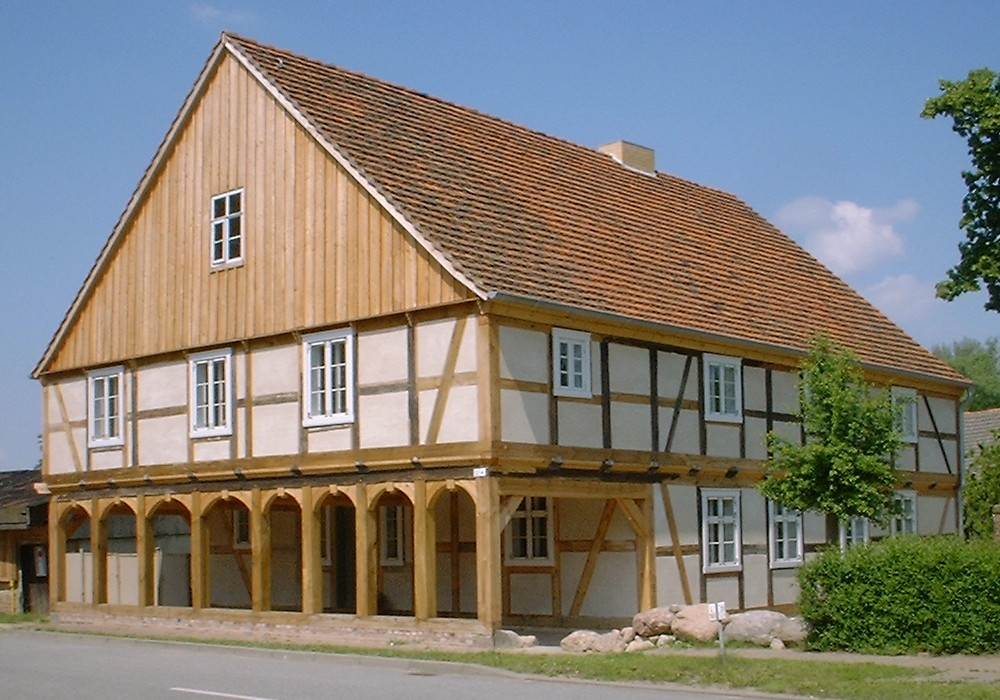
Casa d'entramat de fusta a Garz, antiga posada
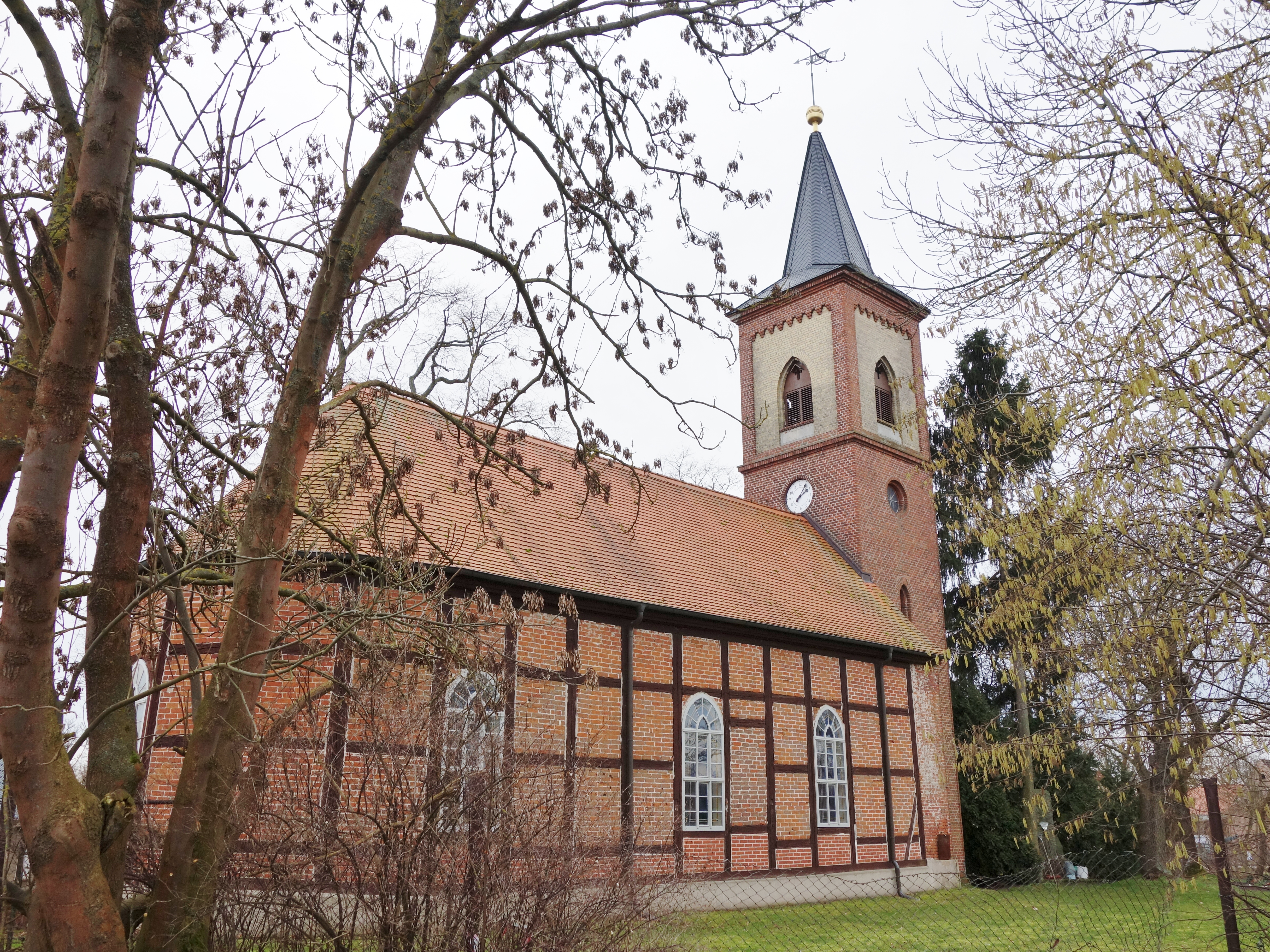
Església de Lüchfeld ±1750
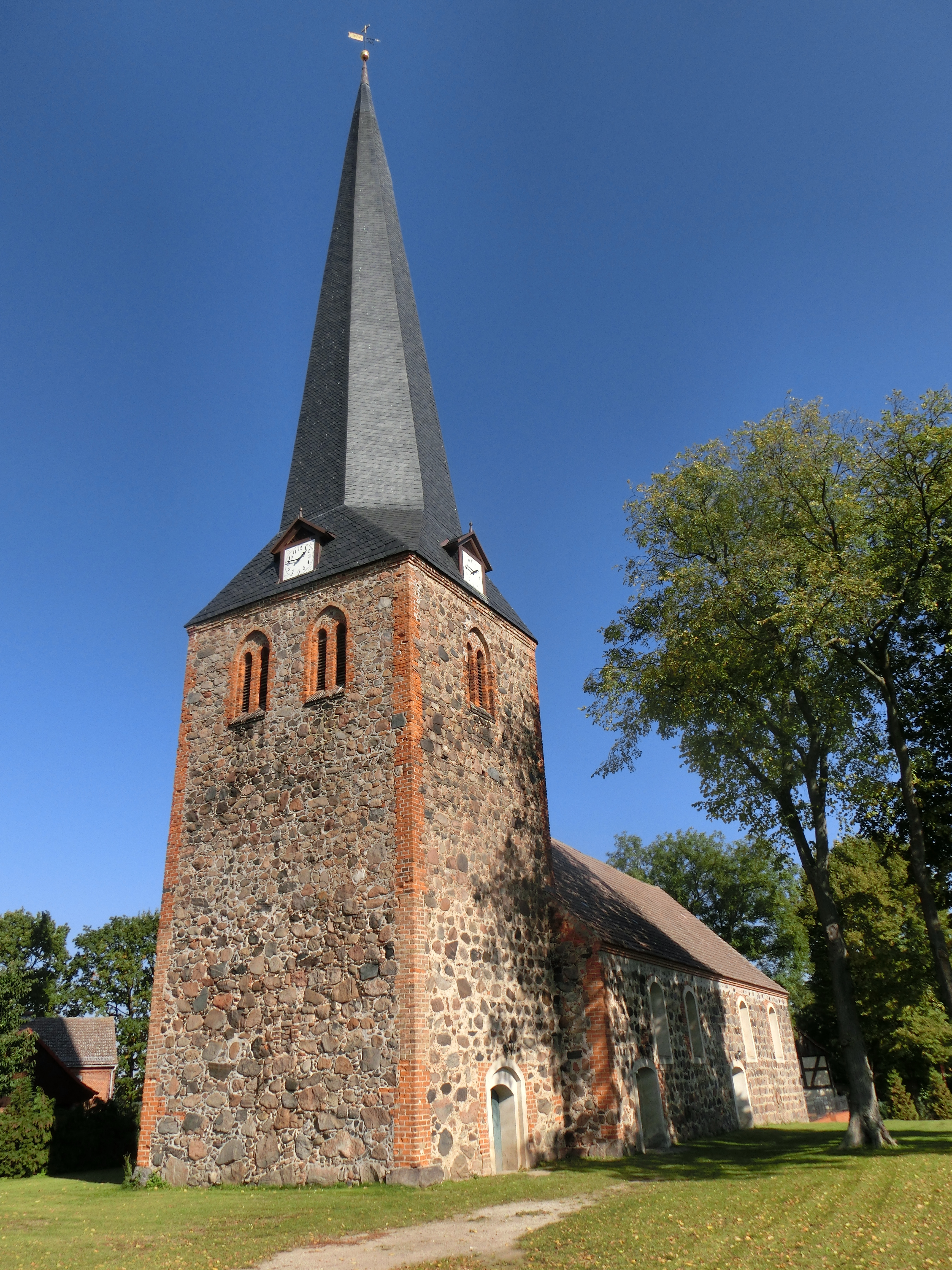
Església de Nicolau a Wildberg Segona meitat del segle xiii